# 1. HFK Olomouc
1. HFK Olomouc is een Tsjechische voetbalclub uit Holice een wijk van Olomouc.

## Geschiedenis
De club werd in 1932 opgericht als FK Holice 1932 in de toen nog zelfstandige gemeente Holice. Lange tijd speelde de club haar wedstrijden in de lagere regionen van het Tsjechische voetbal. In 1994 fuseerde TJ Sokol Holice, zoals de club toen heette, met FC Lokomotiva Olomouc. In 2000 promoveerde de club naar de Tsjechische tweede klasse en veranderde de clubnaam in 1. HFK Olomouc. Na enkele middelmatige plaatsen degradeerde de club in 2004, tevens fuseerde dat jaar de club met FK Hodolany. Na één seizoen slaagde de club er in om terug te keren en werd zesde in de tweede klasse. In 2006/07 werd de club gedeeld derde met Slezský FC Opava, de achterstand op de nummer twee, Bohemians 1905, bedroeg zeven punten. In 2008 werd de club achtste, een jaar later degradeerde de club. In 2015 werd de fusie met FK Hodolany ongedaan gemaakt.

## Naamsveranderingen
- 1932 – FK Holice 1932 (Fotbalový klub Holice 1932)
- 1948 – JTO Sokol Holice (Jednotná tělovýchovná organizace Sokol Holice)
- 1950 – ZSJ Holice (Závodní sportovní jednota Holice)
- 1953 – TJ Spartak Holice (Tělovýchovná jednota Spartak Holice)
- 1968 – TJ Sokol Holice (Tělovýchovná jednota Sokol Holice)
- 1972 – TJ Olomouc-Holice (Tělovýchovná jednota Olomouc-Holice)
- 1994 – fusie met FC Lokomotiva Olomouc → FK Holice 1932 (Fotbalový klub Holice 1932)
- 2001 – 1. HFK Olomouc (První holický fotbalový klub Olomouc)

## Bekende oudspelers
- Marek Heinz
- Tomáš Josl